# Latinovac
Latinovac je naselje u Republici Hrvatskoj u Požeško-slavonskoj županiji, u sastavu općine Čaglin.

## Zemljopis
Latinovac je smješten oko 2 km zapadno od Čaglina, susjedna sela su Nova Lipovica na sjeveru i Ivanovci na jugu.

## Stanovništvo
Prema popisu stanovništva iz 2011. godine Latinovac je imao 68 stanovnika, dok je prema popis stanovništva iz 1991. godine imao 132 stanovnika većinom srpske i hrvatske nacionalnosti.
| broj stanovnika | 265   | 246   | 173   | 211   | 271   | 338   | 343   | 343   | 274   | 312   | 307   | 252   | 175   | 132   | 84    | 68    | 50    |
|                 | 1857. | 1869. | 1880. | 1890. | 1900. | 1910. | 1921. | 1931. | 1948. | 1953. | 1961. | 1971. | 1981. | 1991. | 2001. | 2011. | 2021. |